# Hello Nasty
Hello Nasty ist das fünfte Studioalbum der amerikanischen Hip-Hop-Gruppe Beastie Boys. Es wurde im Juli 1998 veröffentlicht. Das Magazin Rolling Stone zählte es zu den „Essential Recordings of the 90s“. Für das Stück Intergalactic konnte die Gruppe bei der Grammy-Verleihung 1999 einen Preis für die Best Rap Performance by a Duo or Group gewinnen, für das Album gewann sie den Award für das Best Alternative Music Album.

## Geschichte
In den vier Jahren seit dem Vorgänger Ill Communication hatte die Band verschiedene EPs und Kompilationen herausgebracht. Wie die beiden Vorgänger wurde das Album mit Co-Produzent Mario Caldato Jr. aufgenommen. Mix Master Mike stieß als Verstärkung zur Band. Das Album stieg auf Platz 1 in die Billboard 200 ein.

## Kritik
Die Webseite AllMusic gab dem Album 4,5 von 5 Sternen. Stephen Thomas Erlewine schrieb: „The sonic adventures alone make the album noteworthy, but what makes it remarkable is how it looks to the future by looking to the past.“ („Die klangtechnischen Abenteuer allein machen das Album erwähnenswert, aber was es bemerkenswert macht ist, wie es in die Zukunft schaut, indem es in die Vergangenheit blickt.“)

## Titelliste
1. Super Disco Breakin’ – 2:07
2. The Move – 3:35
3. Remote Control – 2:58
4. Song for the Man – 3:13
5. Just a Test – 2:12
6. Body Movin’ – 3:03
7. Intergalactic – 3:51
8. Sneakin’ Out the Hospital – 2:45
9. Putting Shame in Your Game – 3:37
10. Flowin’ Prose – 2:39
11. And Me – 2:52
12. Three MC’s and One DJ – 2:50
13. The Grasshopper Unit (Keep Movin’) – 3:01
14. Song for Junior – 3:49
15. I Don’t Know – 3:00
16. The Negotiation Limerick File – 2:46
17. Electrify – 2:22
18. Picture This – 2:25
19. Unite – 3:31
20. Dedication – 2:32
21. Dr. Lee, PhD – 4:50 (Gesang von Lee "Scratch" Perry)
22. Instant Death – 3:22

## Kommerzieller Erfolg

### Chartplatzierungen
| ChartsChartplatzierungen       | Höchstplatzierung | Wochen |
| ------------------------------ | ----------------- | ------ |
| Deutschland (GfK)              | 1 (15 Wo.)        | 15     |
| Österreich (Ö3)                | 2 (15 Wo.)        | 15     |
| Schweiz (IFPI)                 | 1 (14 Wo.)        | 14     |
| Vereinigte Staaten (Billboard) | 1 (48 Wo.)        | 48     |
| Vereinigtes Königreich (OCC)   | 1 (25 Wo.)        | 25     |

| ChartsJahrescharts (1998)    | Platzierung |
| ---------------------------- | ----------- |
| Deutschland (GfK)            | 33          |
| Österreich (Ö3)              | 29          |
| Vereinigtes Königreich (OCC) | 58          |

### Auszeichnungen für Musikverkäufe
| Land/Region                  | Auszeichnungen für Musikverkäufe (Land/Region, Auszeichnung, Verkäufe) | Verkäufe  |
| ---------------------------- | ---------------------------------------------------------------------- | --------- |
| Australien (ARIA)            | Platin                                                                 | 70.000    |
| Belgien (BRMA)               | Gold                                                                   | 25.000    |
| Japan (RIAJ)                 | Platin                                                                 | 250.000   |
| Kanada (MC)                  | 3× Platin                                                              | 300.000   |
| Neuseeland (RMNZ)            | Platin                                                                 | 15.000    |
| Niederlande (NVPI)           | Gold                                                                   | 50.000    |
| Norwegen (IFPI)              | Gold                                                                   | 25.000    |
| Schweden (IFPI)              | Gold                                                                   | 40.000    |
| Schweiz (IFPI)               | Gold                                                                   | 25.000    |
| Vereinigte Staaten (RIAA)    | 3× Platin                                                              | 3.000.000 |
| Vereinigtes Königreich (BPI) | Platin                                                                 | 300.000   |
| Insgesamt                    | 5× Gold · 10× Platin ·                                                 | 4.100.000 |